# ماسانوری توکیتا
ماسانوری توکیتا (به انگلیسی: Masanori Tokita) بازیکن فوتبال اهل ژاپن و عضو تیم ملی فوتبال ژاپن است که در تاریخ ۰۷ مارس ۱۹۵۱ میلادی اولین بازی ملی‌اش را انجام داد. او در ۱۲ بازی ملی حضور داشت و آخرین بازی ملی خود را در تاریخ ۵ سپتامبر ۱۹۵۹ میلادی انجام داد. ماسانوری توکیتا در بازی‌های ملی‌اش
۲ گل به ثمر رساند.